# المذاري (الحيمة الخارجية)

تعديل مصدري - تعديل

المذاري هي إحدى قرى عزلة سهام بمديرية الحيمة الخارجية التابعة لمحافظة صنعاء، بلغ تعداد سكانها 14 نسمة حسب تعداد اليمن لعام 2004.